# Hipposideros muscinus
Hipposideros muscinus (Thomas & Doria, 1886) è un pipistrello della famiglia degli Ipposideridi diffuso in Nuova Guinea.

## Descrizione

### Dimensioni
Pipistrello di piccole dimensioni, con la lunghezza della testa e del corpo tra 44 e 58 mm, la lunghezza dell'avambraccio tra 42 e 48 mm, la lunghezza della coda tra 15 e 29 mm, la lunghezza del piede tra 7,4 e 11 mm, la lunghezza delle orecchie tra 15,7 e 21 mm.

### Aspetto
Il colore generale del corpo è brunastro. Le orecchie sono molto lunghe, strette e con una concavità sul margine posteriore appena sotto la punta. La foglia nasale presenta una porzione anteriore corta e larga con due fogliette supplementari su ogni lato, un setto nasale leggermente rigonfio, una porzione posteriore molto alta, con il margine superiore piatto e con tre setti longitudinali che la dividono in quattro celle superficiali. La coda è lunga e si estende leggermente oltre l'ampio uropatagio.

## Biologia

### Comportamento
Si rifugia in piccoli gruppi nelle cavità degli alberi.

### Alimentazione
Si nutre di insetti.

## Distribuzione e habitat
Questa specie è diffusa in Nuova Guinea.
Vive nelle foreste tropicali fino a 1.500 metri di altitudine.

## Conservazione
La IUCN Red List, considerata l'assenza di informazioni sull'areale, lo stato della popolazione e i requisiti ecologici, classifica H.muscinus come specie con dati insufficienti (DD).